# ساندو (فیلم)

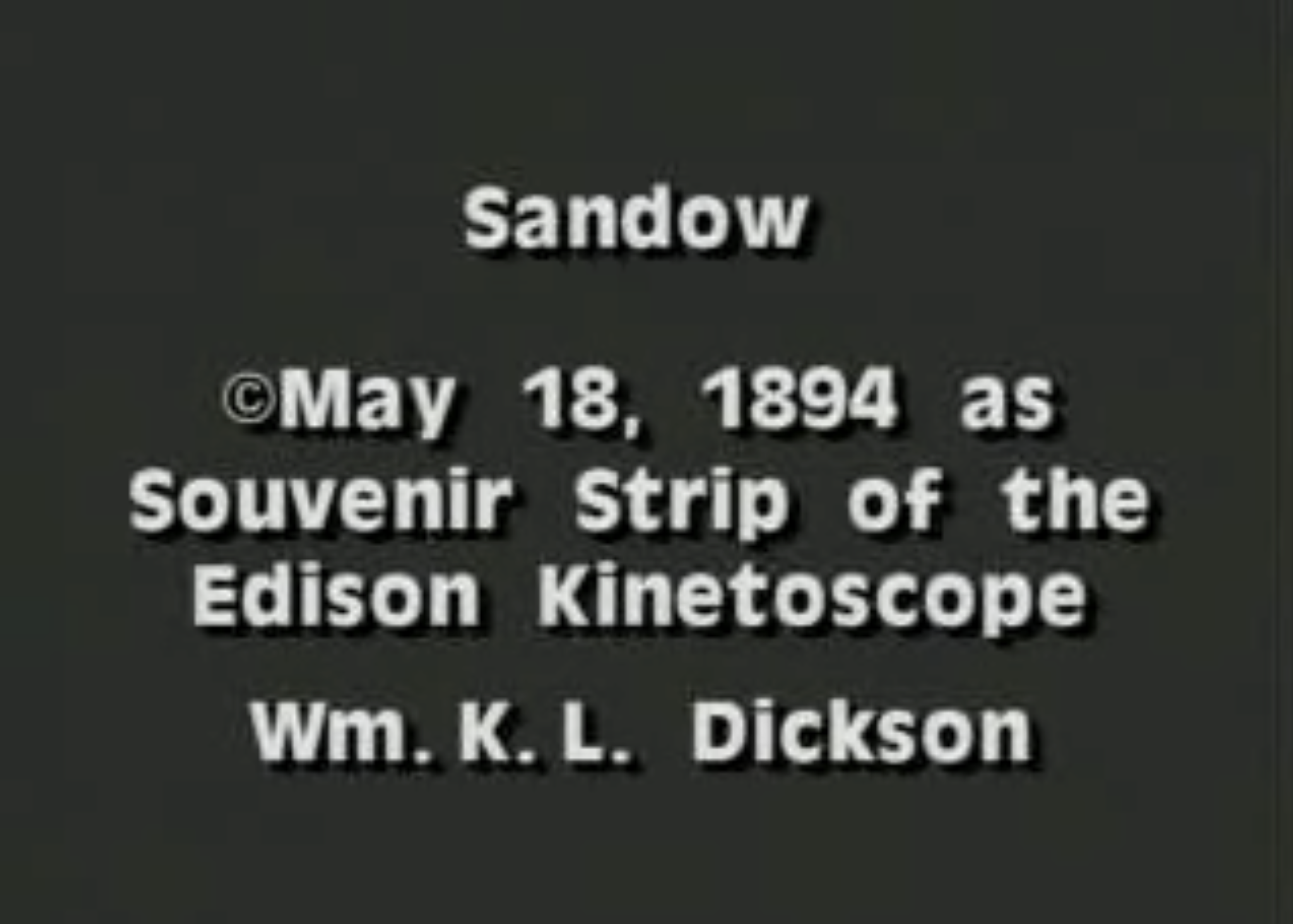
تیتراژ فیلم ساندو

 ساندو  عنوان سری ۳ فیلمی است ساخت آمریکا به کارگردانی ویلیام کندی دیکسون. این فیلم محصول سال ۱۸۹۴ میلادی است. بازیگر اصلی فیلم اویگن ساندو می‌باشد.